# 黄山ヶ原
『黄山ヶ原』（ふぁんさんぼる、原題：황산벌）は、2003年公開の韓国映画。古代朝鮮の三国時代、新羅と百済の間で行われた黄山伐（ファンサンボル）の戦いを題材にした、歴史コメディ映画である。

## 概要
黄山伐の戦いは660年、新羅が三国を統一する戦争の中で行われた、百済にとっての「最後の戦い」である。『三国史記』などに記されたところによれば、百済に侵攻した金庾信（キム・ユシン）率いる新羅軍に対し、百済の将軍階伯（ケベク）は10分の1の兵力（5000人）で迎撃した。階伯は後顧の憂いを断つために自らの妻子を殺害して出陣しており、戦闘に4度までは勝利するものの、最後は戦死した。敗れた百済は間もなく王都を攻め落とされ、滅亡した。
名将階伯が滅びゆく祖国に殉じて壮烈な最期を遂げた悲劇的な戦いとして韓国ではたびたび描かれてきた黄山伐の戦いを題材としつつも、本作はブラックユーモアにあふれたコメディとして制作されている。一介の兵士から将軍や王に至るまで、登場人物のセリフがすべて方言であるのが特徴で、百済人は全羅道方言と忠清道方言を、新羅人は慶尚道方言を使用する（このほか、高句麗人は平安道方言、唐人は中国語で話す）。
韓国では270万人を動員するメガヒット作となり（2003年公開映画の観客動員数で第8位）、映画評論家協会の2003年公開映画ベスト10に選ばれるなど評論家からも好意的に評された。
日本では一般劇場公開はされず、映画祭「シネマコリア 2005」で上映されたのが初となる。原題は戦場の地名である황산벌（ファンサンボル）で、この地名は「黄山伐」と漢字表記されるが、「ボル」は平野・平原を意味する固有語であり、「伐」は当て字である。日本での上映時には地名を意訳した「黄山ヶ原」という表記を採用し、これを「ファンサンボル」と読ませている。日本での上映以前には「ファンサンボル」や「黄山平原」などの題で本作に触れたメディアもある。
続編として、同スタッフ・キャストにより、2011年に『平壌城』が制作された。これは668年に新羅が高句麗を滅ぼした平壌城の戦いを題材にしたもので、本作の「8年後」に合わせている。

## ストーリー
新羅の武烈王金春秋は、かつて自分の娘を殺した百済に復讐すべく唐と手を結ぶこととし、金庾信に唐との交渉を命じる。しかし唐との交渉で朝貢の期限が設定されてしまい、そのために百済領を突破しなければならなくなる。一方百済では新羅軍や唐軍の動きに緊張が高まるが、義慈王は重臣たちの支持を受けられず孤立しており、忠臣の階伯を頼ってファンサンボル（黄山平野）の死守を命じる。決死隊を組織した階伯は妻子に服毒死を求めるが、妻は抵抗して全羅道方言で反論をまくしたてる。ともかくも、ファンサンボルに階伯率いる百済軍5000と、金庾信率いる新羅軍5万が対峙する。
新羅軍は、相手の士気を下げるために悪口を浴びせたり、一騎打ちを仕掛けたりするが、百済軍が勝利する。金庾信は百済軍に密偵を潜入させて階伯の戦術を知ろうとするが、百済軍ではコシギ（거시기、「あれ」「あそこ」といった意味の全羅道方言の指示代名詞）という語が濫用され（しまいにはコシギという名で呼ばれる百済の兵士も登場する）、密偵は困惑する。金庾信は一策を講じ、百済軍を攻撃する。

## キャスト
役名：演者で表記
- 階伯（ケベク）：パク・チュンフン
- 金庾信（キム・ユシン）：チョン・ジニョン
- コシギ：イ・ムンシク（朝鮮語版）
- 武烈王：イ・ホソン
- 金法敏（キム・ポプミン）：アン・ネサン
- 金仁問（キム・インムン）：リュ・スンス
- 義慈王：オ・ジミョン（朝鮮語版）（特別出演）
- 階伯の妻：キム・ソナ（特別出演）
- 淵蓋蘇文：イ・ウォンジョン（朝鮮語版）（特別出演）
- 新羅の密偵1：キム・スンウ（特別出演）
- 新羅の密偵2：シン・ヒョンジュン（特別出演）
- コシギの母：チョン・ウォンジュ（朝鮮語版）
- 蘇定方：高牧春（特別出演）